# Jump Street (serie di film)
Jump Street è una saga cinematografica poliziesca iniziata negli anni ottanta e novanta con la serie I quattro della scuola di polizia.
Dal successo della serie venne realizzata uno spin-off intitolato Booker.
Nel 2012 venne realizzato un reboot-sequel intitolato 21 Jump Street e nel 2014 il sequel 22 Jump Street.

## Saga

### Serie televisive
- I quattro della scuola di polizia (21 Jump Street) - serie TV (1987-1991)
- Booker - serie TV (1989-1990)

### Film
- 21 Jump Street, regia di Phil Lord e Christopher Miller (2012)
- 22 Jump Street, regia di Phil Lord e Christopher Miller (2014)

## Storia

### I quattro della scuola di polizia
Los Angeles, al dipartimento di polizia "21 Jump Street",  in casi inerenti ai minorenni, ogni agente della squadra è stato reclutato anche per il suo aspetto giovanile, ideale per le operazioni di infiltrazione tra gli adolescenti.

### Booker
Personaggio principale della serie televisiva è Dennis Booker (Richard Grieco), un ex agente di Polizia del dipartimento di Los Angeles, che, dopo aver lasciato il servizio attivo, continua ad operare sotto forma di investigatore privato.
Detective dal carattere molto particolare, Dennis Booker agisce spesso di testa propria usando modi e strategie discutibili pur di raggiungere il fine prefissato.
Persona dal carattere molto "Dark", Booker si sposta sempre in sella ad una motocicletta Harley Davidson e veste spesso di pelle nera o comunque abiti scuri.

### 21 Jump Street (2012)
Schmidt e Janko, due liceali molto diversi tra loro, si ritrovano alla stessa accademia di polizia, dove stringono amicizia e conseguono il diploma. Dopo un primo incarico non andato a buon fine, vengono assegnati al distretto 21 Jump Street e lavorano sotto copertura in un liceo della zona per indagare sul traffico di una pericolosa droga sintetica.

### 22 Jump Street (2014)
Agli agenti Schmidt e Jenko viene affidato l'incarico di svolgere una missione sotto copertura in un college locale per indagare sullo spaccio di una nuova sostanza stupefacente chiamata WhyPhy, che ha causato la morte di una giovane. Quando però Jenko diviene amico di un compagno della squadra di football americano e Schmidt conosce una giovane studentessa, la loro amicizia viene messa in discussione. Alla fine, però, Jenko e Schmidt si uniscono per una missione allo springbreak e ritornano insieme.

## Futuro

### 23 Jump Street
Il successo di 21 Jump Street prima e di 22 Jump Street poi ha aperto le porte ad un ulteriore sequel, intitolato 23 Jump Street. In un articolo del 9 settembre 2014, l'autorevole Deadline afferma che Sony Pictures e Original Film hanno dato ufficialmente il via libera al terzo capitolo, ingaggiando Rodney Rothman per scrivere la sceneggiatura. Sia Channing Tatum che Jonah Hill torneranno in veste di protagonisti e produrranno il film insieme a Neal Moritz, Phil Lord e Christopher Miller, che non si sa se torneranno in cabina di regia.

### MIB 23
A novembre 2014, un attacco ai sistemi informatici Sony da parte del gruppo di hacker noti come Guardians of Peace, denominato 'Sony Hack', volto a impedire la pubblicazione del controverso The Interview e a pubblicare online (come accaduto) un'enorme quantità di dati privati e personali della major, scambi di mail tra i dipendenti e tra i piani alti riguardo ai vari progetti in cantiere e ai vari film usciti al cinema e non, rivela che il piano dello studio per il franchise di Men in Black concerne un crossover con la saga di Jump Street (21 Jump Street e 22 Jump Street), di cui nel frattempo era in sviluppo un terzo capitolo, 23 Jump Street: la pellicola è in attivo sviluppo, stando ai documenti trapelati in rete, con Chris Miller e Phil Lord (registi della seconda saga) in veste di produttori e, possibilmente, registi, ma Will Smith e Tommy Lee Jones non dovrebbero essere presenti (almeno come protagonisti) e la sceneggiatura non è ancora pronta, ma il 14 gennaio 2014, durante un'intervista, il duo ha confermato di fatto la realizzazione della pellicola, ancora in fase embrionale, dato che le informazioni trapelate con il 'Sony Leak' sono vere, senza però specificare i ruoli che ricoprirà nello sviluppo del film, ma ammettendo: 

Diagramma dei progetti delle due saghe

## Cast tecnico
|                         | Film                                                                                 | Film                                                                                          |
| 21 Jump Street          | 22 Jump Street                                                                       |                                                                                               |
| ----------------------- | ------------------------------------------------------------------------------------ | --------------------------------------------------------------------------------------------- |
| Regista                 | Phil Lord Chris Miller                                                               | Phil Lord Chris Miller                                                                        |
| Produttori              | Jonah Hill Channing Tatum                                                            | Jonah Hill Channing Tatum Neal H. Moritz,                                                     |
| Sceneggiatori           | Michael Bacall                                                                       | Michael Bacall Rodney Rothman Oren Uziel                                                      |
| Basato da               | 21 Jump Street, omonima serie televisiva degli anni ottanta-novanta.                 | 21 Jump Street, omonima serie televisiva degli anni ottanta-novanta.                          |
| Compositore             | Mark Mothersbaugh                                                                    | Mark Mothersbaugh                                                                             |
| Montatori               | Joel Negron                                                                          | David Rennie                                                                                  |
| Editori                 |                                                                                      |                                                                                               |
| Compagnia di produzione | Columbia Pictures Metro-Goldwyn-Mayer Relativity Media Original Film Cannell Studios | Columbia Pictures Metro-Goldwyn-Mayer Relativity Media Original Film Lord Miller Productions, |
| Distributori            | Sony Pictures Entertainment                                                          | Sony Pictures Entertainment                                                                   |
| Durata                  | 109 minuti                                                                           | 112 minuti                                                                                    |
| Data d'uscita           | 2012                                                                                 | 2014                                                                                          |

## Incassi
| Film           | Data di uscita | Incasso      | Incasso      | Incasso      | Budget      | Note  |
| Film           | Data di uscita | Stati Uniti  | Estero       | Mondiale     | Budget      | Note  |
| -------------- | -------------- | ------------ | ------------ | ------------ | ----------- | ----- |
| 21 Jump Street | 16 marzo 2012  | $138.447.667 | $63.137.661  | $201.585.328 | $42.000.000 | [ 1 ] |
| 22 Jump Street | 13 giugno 2014 | $191.719.337 | $139.614.539 | $331.333.876 | $50.000.000 | [ 2 ] |
| Totale serie   |                | $336.167.004 | $202.752.200 | $538.919.204 | $92.000.000 |       |

## Giudizio della critica
| Film           | Rotten Tomatoes | Metacritic | CinemaScore |
| -------------- | --------------- | ---------- | ----------- |
| 21 Jump Street | 85%             | 69         | B           |
| 22 Jump Street | 84%             | 71         | A-          |